# Фергюсон-Маккензи, Дебби
Дебби Фергюсон-Маккензи (англ. Debbie Ferguson-McKenzie; род. 16 января 1976, Нассау) — багамская легкоатлетка. Олимпийская чемпионка и двукратная чемпионка мира в беге на короткие дистанции.
Окончила среднюю школу в Нассау, затем Университет Джорджии в США, где и началась её спортивная карьера. В 1993 году, в возрасте 17 лет завоевала серебряную медаль в беге на 200 метров на Играх Центральной Америки и Карибского бассейна в Кали. На этих же соревнованиях она завоевала в 1997 году золотую медаль в беге на 100 м в Сан-Хуане. В 1999 году она выиграла Панамериканские игры в Виннипеге в беге на 200 метров.
Дебби Фергюсон дважды выигрывала чемпионат мира по лёгкой атлетике, в 1999 году в Севилье в эстафете 4×100 м и в 2001 году в Эдмонтоне в беге на 200 метров. В Эдмонтоне во время соревнований она пришла к финишу второй, но победительница, Марион Джонс, позже была дисквалифицирована за использование запрещённых препаратов и лишена золотой медали, которая была вручена Фергюсон. На Играх Содружества 2002 года в Манчестере она завоевала три золотые медали — в беге на 100 и 200 метров и в эстафете 4×100 м.
Первую олимпийскую медаль Дебби Фергюсон завоевала на Олимпийских играх 1996 в Атланте в эстафете 4×100 м, хотя участвовала лишь в предварительном забеге. В беге на 100 метров она не смогла попасть в финал, заняв седьмое место в своём полуфинале.
На Олимпийских играх 2000 в Сиднее Фергюсон, в составе команды Багамских островов (вместе с Саватидой Файнс, Чандрой Стурруп и Полин Дэвис, а также с Элдис Кларк-Льюис в предварительном забеге) выиграла первую для страны золотую олимпийскую медаль в лёгкой атлетике — в эстафете 4×100 м, опередив сборные Ямайки и США (последняя позже была лишена медалей из-за дисквалификации Марион Джонс). Она также заняла восьмое место в беге на 100 метров и пятое в беге на 200 метров. Обе эти дистанции выиграла Марион Джонс, которая позже была дисквалифицирована и лишена медалей. Ожидается, что ИААФ в будущем перераспределит медали, в этом случае Фергюсон станет седьмой на дистанции 100 метров и четвёртой на дистанции 200 метров.
В 2004 году в Афинах Дебби Фергюсон, наконец, выиграла индивидуальную олимпийскую медаль — бронзовую в беге на 200 метров, заняв третье место вслед за Вероникой Кэмпбелл и Эллисон Феликс. Она также заняла седьмое место в беге на 100 метров и четвёртое в эстафете. На играх 2008 года она вышла в финал на дистанциях 100 и 200 метров. но в обоих финалах заняла лишь седьмое место.
В 2004 и 2008 годах была выбрана знаменосцем сборной Багамских островов при открытии Олимпийских игр.
В 2002 году Дебби Фергюсон была назначена послом Продовольственной и сельскохозяйственной организации ООН.
С 2005 года замужем за багамским бизнесменом Эдриеном Маккензи.